# Liste du patrimoine immobilier de Québec
Cette liste recense les biens du patrimoine immobilier de Québec inscrits au répertoire du patrimoine culturel du Québec. Pour le reste de la région de la Capitale-Nationale, voir Liste du patrimoine immobilier de la Capitale-Nationale.

## Tableau résumé
| Bien patrimonial                                                            | Illustration               | Adresse                                                | Coordonnées                         | No     | Constr.              | Catégorie                                                                            | Rec.           | Notes  |
| --------------------------------------------------------------------------- | -------------------------- | ------------------------------------------------------ | ----------------------------------- | ------ | -------------------- | ------------------------------------------------------------------------------------ | -------------- | ------ |
| 1761, avenue de la Rivière-Jaune                                            | Image manquante Téléverser | 1761, avenue de la Rivière-Jaune                       | 46° 55′ 14″ nord, 71° 20′ 55″ ouest | 93035  | 1900 (vers)          | Immeuble patrimonial cité                                                            | 2000 1989      |        |
| 20350, boulevard Henri-Bourassa                                             | (Canada).                  | 20350, boulevard Henri-Bourassa                        | 46° 53′ 59″ nord, 71° 18′ 16″ ouest | 103932 | 1890 (vers)          | Immeuble patrimonial cité                                                            | 2000 1999      |        |
| 648, boulevard Louis-XIV                                                    | (Canada).                  | 648, boulevard Louis-XIV                               | 46° 51′ 31″ nord, 71° 16′ 26″ ouest | 104886 | 1930 (vers)          | Immeuble patrimonial cité                                                            | 2000           |        |
| 696, boulevard Louis-XIV                                                    | (Canada).                  | 696, boulevard Louis-XIV                               | 46° 51′ 33″ nord, 71° 16′ 22″ ouest | 92566  | 1913 (vers)          | Immeuble patrimonial cité                                                            | 2000 1996      |        |
| 7570, 1re Avenue                                                            | (Canada).                  | 7570, 1re Avenue                                       | 46° 51′ 31″ nord, 71° 16′ 03″ ouest | 93027  | 1929 (vers)          | Immeuble patrimonial cité                                                            | 2000 1989      |        |
| 863, rue Jacques-Bédard                                                     | Image manquante Téléverser | 863, rue Jacques-Bédard                                | 46° 54′ 36″ nord, 71° 20′ 53″ ouest | 93037  | 1820 (vers)          | Immeuble patrimonial cité                                                            | 2000 1989      |        |
| 9191, place Hector-Laferté                                                  | (Canada).                  | 9191, place Hector-Laferté                             | 46° 53′ 40″ nord, 71° 17′ 56″ ouest | 93026  |                      | Immeuble patrimonial cité                                                            | 2000 1989      |        |
| 962, carré De Tracy Est                                                     | (Canada).                  | 962, carré De Tracy Est                                | 46° 53′ 04″ nord, 71° 14′ 54″ ouest | 93104  | 1872 (vers)          | Immeuble patrimonial cité                                                            | 2000 1994      |        |
| Aile du jardin du Monastère-des-Augustines-de-l'Hôtel-Dieu-de-Québec        | (Canada).                  | 75, rue des Remparts                                   | 46° 48′ 56″ nord, 71° 12′ 36″ ouest | 93474  | 1698                 | Immeuble patrimonial classé                                                          | 2003           | ,      |
| Aile du noviciat du Monastère-des-Augustines-de-l'Hôtel-Dieu-de-Québec      | (Canada).                  | 75, rue des Remparts                                   | 46° 48′ 57″ nord, 71° 12′ 37″ ouest | 93475  | 1698                 | Immeuble patrimonial classé                                                          | 2003           | ,      |
| Ancien hôpital Jeffery-Hale                                                 | (Canada).                  | 250 et 300, boulevard René-Lévesque Est                | 46° 48′ 25″ nord, 71° 13′ 23″ ouest | 92959  |                      | Immeuble patrimonial classé Immeuble patrimonial reconnu                             | 2012 1977      |        |
| Ancien palais de justice de Québec                                          | (Canada).                  | 39 et 43, rue des Jardins 12, rue Saint-Louis          | 46° 48′ 43″ nord, 71° 12′ 24″ ouest | 92770  | 1887                 | Immeuble patrimonial classé                                                          | 1984           | [ 3 ]  |
| Assemblée nationale du Québec                                               | (Canada).                  | rue des Parlementaires                                 | 46° 48′ 33″ nord, 71° 12′ 48″ ouest | 93579  | 1877                 | Site patrimonial national déclaré                                                    | 2012 1985      |        |
| Auberge Hugh-Glover                                                         | (Canada).                  | 2095, chemin Sainte-Foy                                | 46° 47′ 22″ nord, 71° 16′ 08″ ouest | 92968  | 1818                 | Immeuble patrimonial classé Immeuble patrimonial reconnu                             | 2012 2011 1986 |        |
| Basilique-cathédrale de Notre-Dame-de-Québec                                | (Canada).                  | rue De Buade                                           | 46° 48′ 49″ nord, 71° 12′ 22″ ouest | 92771  | 1650 (après)         | Immeuble patrimonial classé                                                          | 1966           | [ 3 ]  |
| Cathédrale Holy Trinity                                                     | (Canada).                  | rue des Jardins                                        | 46° 48′ 46″ nord, 71° 12′ 24″ ouest | 92773  | 1804                 | Immeuble patrimonial classé                                                          | 1989           | [ 3 ]  |
| Chapelle des Sœurs-du-Bon-Pasteur                                           | (Canada).                  | 1070 et 1080, rue De La Chevrotière                    | 46° 48′ 26″ nord, 71° 13′ 05″ ouest | 92774  | 1868                 | Immeuble patrimonial classé Aire de protection délimitée                             | 1975 1978      |        |
| Chœur des religieuses du Monastère-des-Augustines-de-l'Hôtel-Dieu-de-Québec | (Canada).                  | 32, rue Charlevoix                                     | 46° 48′ 55″ nord, 71° 12′ 36″ ouest | 93476  | 1931                 | Immeuble patrimonial classé                                                          | 2003           | ,      |
| Domaine Cataraqui                                                           | (Canada).                  | 2141, chemin Saint-Louis                               | 46° 46′ 23″ nord, 71° 15′ 11″ ouest | 92916  | 1851                 | Immeuble patrimonial classé Immeuble patrimonial reconnu                             | 2012 1975      | [ 4 ]  |
| École du Cap-Diamant                                                        | (Canada).                  | 477 et 481, rue Champlain                              | 46° 48′ 08″ nord, 71° 12′ 36″ ouest | 93571  | 1842                 | Immeuble patrimonial classé                                                          | 1967           | [ 3 ]  |
| École Saint-Charles-de-Hedleyville                                          | (Canada).                  | 699 et 701, 3e Rue                                     | 46° 49′ 25″ nord, 71° 13′ 19″ ouest | 92455  | 1863 (vers)          | Immeuble patrimonial classé                                                          | 1984           |        |
| Édifice de la National School                                               | (Canada).                  | 27 ½ et 35, rue D'Auteuil                              | 46° 48′ 45″ nord, 71° 12′ 44″ ouest | 92654  | 1822                 | Immeuble patrimonial classé                                                          | 1966           | [ 3 ]  |
| Édifice du Morrin College                                                   | (Canada).                  | 44, Chaussée des Écossais                              | 46° 48′ 46″ nord, 71° 12′ 38″ ouest | 92687  | 1811                 | Immeuble patrimonial classé                                                          | 1981           | [ 3 ]  |
| Église de Notre-Dame-des-Victoires                                          | (Canada).                  | place Royale                                           | 46° 48′ 46″ nord, 71° 12′ 10″ ouest | 92776  | 1690                 | Immeuble patrimonial classé                                                          | 1929           | ,      |
| Église de Saint-Charles-Borromée                                            | (Canada).                  | 1re Avenue                                             | 46° 51′ 40″ nord, 71° 16′ 11″ ouest | 92700  | 1830                 | Immeuble patrimonial classé                                                          | 1959           | [ 6 ]  |
| Église de Saint-Jean-Baptiste                                               | (Canada).                  | rue Saint-Jean                                         | 46° 48′ 34″ nord, 71° 13′ 19″ ouest | 92777  | 1886                 | Immeuble patrimonial classé                                                          | 1991           |        |
| Église des Augustines-de-l'Hôtel-Dieu-de-Québec                             | (Canada).                  | rue Charlevoix                                         | 46° 48′ 54″ nord, 71° 12′ 37″ ouest | 92775  | 1803                 | Immeuble patrimonial classé                                                          | 1961           | ,      |
| Église du Très-Saint-Sacrement                                              | (Canada).                  | 1330, chemin Sainte-Foy                                | 46° 47′ 43″ nord, 71° 15′ 15″ ouest | 114634 | 1920 à 1924          | Immeuble patrimonial classé                                                          | 2022           |        |
| Église Saint-Dominique                                                      | (Canada).                  | Grande Allée Ouest                                     | 46° 48′ 04″ nord, 71° 13′ 29″ ouest | 99597  | 1930                 | Immeuble patrimonial classé                                                          | 2014           | [ 7 ]  |
| Enclos paroissial Saint-Matthew                                             | (Canada).                  | 755, rue Saint-Jean                                    | 46° 48′ 39″ nord, 71° 13′ 04″ ouest | 92548  |                      | Immeuble patrimonial classé                                                          | 1978           |        |
| Façades de la Terrasse-Clapham                                              | (Canada).                  | 690, Grande Allée Est 1198, rue D'Artigny              | 46° 48′ 25″ nord, 71° 12′ 57″ ouest | 92640  | 1832 (vers)          | Immeuble patrimonial classé                                                          | 1966           |        |
| Les Nouvelles-Casernes                                                      | (Canada).                  | rue de l'Arsenal                                       | 46° 48′ 55″ nord, 71° 12′ 46″ ouest | 96690  | 1752                 | Immeuble patrimonial classé                                                          | 2012           | [ 3 ]  |
| Maison André-Bouchaud                                                       | (Canada).                  | 17, rue Couillard 16, rue Saint-Flavien                | 46° 48′ 55″ nord, 71° 12′ 28″ ouest | 92457  | 1728                 | Immeuble patrimonial classé                                                          | 1967           | [ 3 ]  |
| Maison Anne-Hamilton                                                        | (Canada).                  | 129 et 131, rue Saint-Paul                             | 46° 48′ 59″ nord, 71° 12′ 19″ ouest | 92462  | 1864                 | Immeuble patrimonial classé                                                          | 1965           | [ 3 ]  |
| Maison Antoine-Vanfelson                                                    | (Canada).                  | 11 à 17, rue des Jardins                               | 46° 48′ 48″ nord, 71° 12′ 26″ ouest | 92652  | 1780 (vers)          | Immeuble patrimonial classé                                                          | 1960           | [ 3 ]  |
| Maison Arthur-Carmichael                                                    | (Canada).                  | 6985, 1re Avenue                                       | 46° 51′ 21″ nord, 71° 15′ 52″ ouest | 93279  | 1860 (vers)          | Immeuble patrimonial cité                                                            | 2000 1998      |        |
| Maison Auclair-L'Heureux                                                    | Image manquante Téléverser | 1695, boulevard Bastien                                | 46° 51′ 19″ nord, 71° 19′ 17″ ouest | 233287 | 1684                 | Immeuble patrimonial classé                                                          | 2022           | [ 8 ]  |
| Maison Beaumont-Lefebvre                                                    | (Canada).                  | 7865, rue Léo-Lessard                                  | 46° 51′ 18″ nord, 71° 17′ 12″ ouest | 98230  | 1773 (avant)         | Immeuble patrimonial classé Immeuble patrimonial reconnu                             | 2012 2007      |        |
| Maison Benjamin-Tremain                                                     | (Canada).                  | 137–139, rue Saint-Paul                                | 46° 48′ 59″ nord, 71° 12′ 20″ ouest | 92649  | 1820                 | Immeuble patrimonial classé                                                          | 1963           | [ 3 ]  |
| Maison Chalifour                                                            | (Canada).                  | 415, avenue Sainte-Thérèse                             | 46° 53′ 43″ nord, 71° 13′ 08″ ouest | 92927  |                      | Immeuble patrimonial classé Immeuble patrimonial reconnu                             | 2012 1976      |        |
| Maison Charles-Marié                                                        | (Canada).                  | 38, rue Sainte-Angèle                                  | 46° 48′ 46″ nord, 71° 12′ 41″ ouest | 92643  | 1824                 | Immeuble patrimonial classé                                                          | 1962           | [ 3 ]  |
| Maison Cornelius-Krieghoff                                                  | (Canada).                  | 115, Grande Allée Ouest                                | 46° 48′ 07″ nord, 71° 13′ 26″ ouest | 92584  | 1850                 | Immeuble patrimonial classé Aire de protection délimitée                             | 1975           |        |
| Maison Crémazie                                                             | (Canada).                  | 60, rue Saint-Louis                                    | 46° 48′ 40″ nord, 71° 12′ 31″ ouest | 92638  | 1831                 | Immeuble patrimonial classé                                                          | 1961           | [ 3 ]  |
| Maison des Bédard                                                           | (Canada).                  | 6541, avenue Monette                                   | 46° 51′ 11″ nord, 71° 15′ 36″ ouest | 92397  | 1850 (vers)          | Immeuble patrimonial classé                                                          | 1978           |        |
| Maison des Jésuites                                                         | (Canada).                  | 10, rue Saint-Pierre                                   | 46° 48′ 47″ nord, 71° 12′ 08″ ouest | 92641  | 1684                 | Immeuble patrimonial classé                                                          | 1964           | [ 3 ]  |
| Maison des Jésuites-de-Sillery                                              | (Canada).                  | 2320, chemin du Foulon                                 | 46° 46′ 07″ nord, 71° 15′ 29″ ouest | 92887  | 1702 et 1733 (entre) | Immeuble patrimonial classé                                                          | 1929           | [ 4 ]  |
| Maison du Fort                                                              | (Canada).                  | 10, rue Sainte-Anne                                    | 46° 48′ 47″ nord, 71° 12′ 19″ ouest | 92644  | 1810 (vers)          | Immeuble patrimonial classé                                                          | 1964           | [ 3 ]  |
| Maison Étienne-Marchand                                                     | (Canada).                  | 33, rue des Remparts 1–3, rue Sainte-Famille           | 46° 48′ 58″ nord, 71° 12′ 23″ ouest | 92655  | 1722                 | Immeuble patrimonial classé                                                          | 1963           | [ 3 ]  |
| Maison Félix-Bidégaré                                                       | (Canada).                  | 13, ruelle de l'Ancien-Chantier                        | 46° 48′ 58″ nord, 71° 12′ 47″ ouest | 93538  | 1843                 | Immeuble patrimonial classé                                                          | 1965           | [ 3 ]  |
| Maison François-Durette                                                     | (Canada).                  | 18, rue Ferland                                        | 46° 48′ 54″ nord, 71° 12′ 27″ ouest | 92658  | 1826 (vers)          | Immeuble patrimonial classé                                                          | 1963           | [ 3 ]  |
| Maison François-Jacquet-Dit-Langevin                                        | (Canada).                  | 46, rue des Jardins 34–36, rue Saint-Louis             | 46° 48′ 42″ nord, 71° 12′ 27″ ouest | 92636  | 1675                 | Immeuble patrimonial classé                                                          | 1957           | [ 3 ]  |
| Maison François-Xavier-Garneau                                              | (Canada).                  | 14, rue Saint-Flavien                                  | 46° 48′ 56″ nord, 71° 12′ 28″ ouest | 92461  | 1864                 | Immeuble patrimonial classé                                                          | 1966           | [ 3 ]  |
| Maison George-Larouche                                                      | (Canada).                  | 52, rue Saint-Nicolas 353–361, rue Saint-Paul          | 46° 48′ 59″ nord, 71° 12′ 48″ ouest | 92402  | 1843                 | Immeuble patrimonial classé                                                          | 1965           | [ 3 ]  |
| Maison George-William-Usborne                                               | Image manquante Téléverser | 2316, chemin du Foulon                                 | 46° 46′ 08″ nord, 71° 15′ 28″ ouest | 92499  | 1700 et 1800 (entre) | Immeuble patrimonial classé                                                          | 1972           | [ 4 ]  |
| Maison Gervais-Beaudoin                                                     | (Canada).                  | 54–56, côte de la Montagne 2–4, rue du Petit-Champlain | 46° 48′ 46″ nord, 71° 12′ 13″ ouest | 93539  | 1741 (avant)         | Immeuble patrimonial classé                                                          | 1964           | [ 3 ]  |
| Maison Girardin                                                             | (Canada).                  | 600, avenue Royale                                     | 46° 51′ 33″ nord, 71° 11′ 31″ ouest | 92524  | 1783 et 1820 (entre) | Immeuble patrimonial classé                                                          | 1977           | [ 9 ]  |
| Maison Goldsworthy                                                          | (Canada).                  | 37, rue Sainte-Ursule                                  | 46° 48′ 41″ nord, 71° 12′ 36″ ouest | 92585  | 1802 (vers)          | Immeuble patrimonial classé                                                          | 1960           | [ 3 ]  |
| Maison Gomin                                                                | (Canada).                  | 2026, boulevard René-Lévesque Ouest                    | 46° 47′ 14″ nord, 71° 15′ 36″ ouest | 93414  | 1931                 | Site patrimonial cité                                                                | 2001           |        |
| Maison Gore                                                                 | Image manquante Téléverser | 8, avenue des Cascades                                 | 46° 51′ 50″ nord, 71° 12′ 16″ ouest | 92938  | 1790 à 1822 (entre)  | Immeuble patrimonial classé Immeuble patrimonial reconnu                             | 2012 1979      |        |
| Maison Guillaume-Estèbe                                                     | (Canada).                  | 92, rue Saint-Pierre                                   | 46° 48′ 54″ nord, 71° 12′ 10″ ouest | 92646  | 1752 (vers)          | Immeuble patrimonial classé                                                          | 1960           | [ 3 ]  |
| Maison Hamel-Bruneau                                                        | (Canada).                  | 2608, chemin Saint-Louis                               | 46° 46′ 02″ nord, 71° 16′ 23″ ouest | 92562  | 1855 et 1858 (entre) | Immeuble patrimonial classé                                                          | 1978           |        |
| Maison Henry-Stuart                                                         | (Canada).                  | 1195, avenue Cartier 82, Grande Allée Ouest            | 46° 48′ 09″ nord, 71° 13′ 26″ ouest | 92466  | 1850                 | Immeuble patrimonial classé                                                          | 1988           |        |
| Maison Houde                                                                | (Canada).                  | 684, Grande Allée Est                                  | 46° 48′ 25″ nord, 71° 12′ 57″ ouest | 92650  | 1832 (vers)          | Immeuble patrimonial classé                                                          | 1964           |        |
| Maison James-Black                                                          | (Canada).                  | 15, rue du Fort                                        | 46° 48′ 47″ nord, 71° 12′ 19″ ouest | 92659  | 1810 (vers)          | Immeuble patrimonial classé                                                          | 1964           | [ 3 ]  |
| Maison James-Murray                                                         | (Canada).                  | 1080, rue Saint-Jean 21, rue Saint-Stanislas           | 46° 48′ 50″ nord, 71° 12′ 41″ ouest | 92657  | 1829                 | Immeuble patrimonial classé                                                          | 1963           | [ 3 ]  |
| Maison James-Thompson                                                       | (Canada).                  | 47, rue Sainte-Ursule 4, ruelle des Ursulines          | 46° 48′ 40″ nord, 71° 12′ 35″ ouest | 92662  | 1793                 | Immeuble patrimonial classé                                                          | 1961           | [ 3 ]  |
| Maison Jean-Baptiste-Chevalier                                              | (Canada).                  | 5, rue du Cul-de-Sac 50–60, rue du Marché-Champlain    | 46° 48′ 45″ nord, 71° 12′ 11″ ouest | 92635  | 1683                 | Immeuble patrimonial classé                                                          | 1956           | [ 3 ]  |
| Maison Jean-Demers                                                          | (Canada).                  | 28–30, rue Champlain                                   | 46° 48′ 43″ nord, 71° 12′ 12″ ouest | 92653  | 1689                 | Immeuble patrimonial classé                                                          | 1966           | [ 3 ]  |
| Maison Jean-Étienne-Jayac                                                   | (Canada).                  | 133–135, rue Saint-Paul                                | 46° 48′ 59″ nord, 71° 12′ 20″ ouest | 92656  | 1865                 | Immeuble patrimonial classé                                                          | 1965           | [ 3 ]  |
| Maison Jean-Langevin                                                        | (Canada).                  | 42, avenue Sainte-Genevieve 75, rue Sainte-Ursule      | 46° 48′ 36″ nord, 71° 12′ 28″ ouest | 92637  | 1848                 | Immeuble patrimonial classé                                                          | 1964           | [ 3 ]  |
| Maison Jean-Renaud                                                          | Image manquante Téléverser | 16–20, rue Saint-Pierre                                | 46° 48′ 47″ nord, 71° 12′ 08″ ouest | 92645  | 1768 (vers)          | Immeuble patrimonial classé                                                          | 1964           | [ 3 ]  |
| Maison Jobin-Bédard                                                         | Image manquante Téléverser | 1216, rue du Maine                                     | 46° 52′ 20″ nord, 71° 16′ 40″ ouest | 212452 | 1791 et 1826 (entre) | Immeuble patrimonial classé                                                          | 2020           | [ 10 ] |
| Maison Joseph-Canac-Dit-Marquis                                             | (Canada).                  | 64–66, côte de la Montagne                             | 46° 48′ 46″ nord, 71° 12′ 12″ ouest | 92660  | 1768                 | Immeuble patrimonial classé                                                          | 1968           | [ 3 ]  |
| Maison Joseph-Morrin                                                        | (Canada).                  | 14, rue Hébert                                         | 46° 48′ 56″ nord, 71° 12′ 20″ ouest | 92456  | 1856                 | Immeuble patrimonial classé                                                          | 1963           | [ 3 ]  |
| Maison Joseph-Petitclerc                                                    | (Canada).                  | 22–24, rue Garneau                                     | 46° 48′ 53″ nord, 71° 12′ 28″ ouest | 92459  | 1862                 | Immeuble patrimonial classé                                                          | 1963           | [ 3 ]  |
| Maison Larchevêque-Lelièvre                                                 | (Canada).                  | 50–60, côte de la Fabrique 31–33, rue Garneau          | 46° 48′ 53″ nord, 71° 12′ 31″ ouest | 92661  | 1727                 | Immeuble patrimonial classé                                                          | 1963           | [ 3 ]  |
| Maison Laurent-Dit-Lortie                                                   | (Canada).                  | 3200, chemin Royal                                     | 46° 51′ 05″ nord, 71° 12′ 37″ ouest | 92389  | 1700 et 1750 (entre) | Immeuble patrimonial classé Aire de protection délimitée Immeuble patrimonial classé | 1965 1977 1957 |        |
| Maison Letellier                                                            | (Canada).                  | 41, rue des Remparts                                   | 46° 48′ 58″ nord, 71° 12′ 26″ ouest | 92464  | 1831 (vers)          | Immeuble patrimonial classé                                                          | 1966 1964      | [ 3 ]  |
| Maison Lévesque                                                             | Image manquante Téléverser | 1300, rue Levesque                                     | 46° 52′ 52″ nord, 71° 15′ 18″ ouest | 93036  | 1778 (vers)          | Immeuble patrimonial cité                                                            | 2000 1989      |        |
| Maison Louis-Fornel                                                         | (Canada).                  | 9 et 11½, place Royale 25, rue Saint-Pierre            | 46° 48′ 47″ nord, 71° 12′ 47″ ouest | 92647  | 1683                 | Immeuble patrimonial classé                                                          | 1964           | ,      |
| Maison Louis-Joseph-De Montcalm                                             | (Canada).                  | 45 à 51, rue des Remparts 2, rue Saint-Flavien         | 46° 48′ 58″ nord, 71° 12′ 28″ ouest | 92465  | 1725                 | Immeuble patrimonial classé                                                          | 1973           | [ 3 ]  |
| Maison Madame-De La Peltrie                                                 | (Canada).                  | 12, rue Donnacona                                      | 46° 48′ 44″ nord, 71° 12′ 29″ ouest | 92785  | 1836                 | Immeuble patrimonial classé                                                          | 1964           | ,      |
| Maison Maizerets                                                            | (Canada).                  | 2000, boulevard Montmorency                            | 46° 50′ 08″ nord, 71° 12′ 50″ ouest | 92779  | 1713 (vers)          | Immeuble patrimonial classé Aire de protection délimitée                             | 1974 1975      |        |
| Maison Mercier                                                              | (Canada).                  | 113 à 117, rue Saint-Paul                              | 46° 48′ 59″ nord, 71° 12′ 18″ ouest | 93540  | 1727 à 1737 (entre)  | Immeuble patrimonial classé                                                          | 1963           | [ 3 ]  |
| Maison Michel-Cureux                                                        | (Canada).                  | 86, rue Saint-Louis                                    | 46° 48′ 37″ nord, 71° 12′ 36″ ouest | 92639  | 1727 à 1737 (entre)  | Immeuble patrimonial classé                                                          | 1965           | [ 3 ]  |
| Maison Pageau                                                               | (Canada).                  | 10, rue Saint-Stanislas                                | 46° 48′ 50″ nord, 71° 12′ 43″ ouest | 92458  | 1752 à 1769 (entre)  | Immeuble patrimonial classé                                                          | 1960           | [ 3 ]  |
| Maison Parent                                                               | Image manquante Téléverser | 2240 et 2242, avenue de Lisieux                        | 46° 51′ 19″ nord, 71° 12′ 15″ ouest | 92388  | 1750 (avant)         | Immeuble patrimonial classé Aire de protection délimitée                             | 1965 1977      |        |
| Maison Pierre-Bidégaré                                                      | (Canada).                  | 20, rue Saint-Flavien                                  | 46° 48′ 55″ nord, 71° 12′ 28″ ouest | 92463  | 1870 et 1890 (entre) | Immeuble patrimonial classé                                                          | 1967           | [ 3 ]  |
| Maison Pierre-Stanislas-et-Elzéar-Bédard                                    | (Canada).                  | 18, rue Mont-Carmel                                    | 46° 48′ 40″ nord, 71° 12′ 24″ ouest | 92642  | 1779 et 1785 (entre) | Immeuble patrimonial classé                                                          | 1965           | [ 3 ]  |
| Maison Rémi-Rinfret-Dit-Malouin                                             | (Canada).                  | 1044 et 1046, rue Saint-Jean                           | 46° 48′ 44″ nord, 71° 12′ 44″ ouest | 92651  | 1830                 | Immeuble patrimonial classé                                                          | 1967           | [ 3 ]  |
| Maison Robert-Jellard                                                       | (Canada).                  | 24, rue Sainte-Ursule                                  | 46° 48′ 42″ nord, 71° 12′ 40″ ouest | 92648  | 1832                 | Immeuble patrimonial classé                                                          | 1963           | [ 3 ]  |
| Maison Routhier                                                             | (Canada).                  | 3325, rue Rochambeau                                   | 46° 46′ 08″ nord, 71° 19′ 11″ ouest | 93311  | 1754 et 1782 (entre) | Immeuble patrimonial classé                                                          | 1956           |        |
| Maison Savard                                                               | Image manquante Téléverser | 170, rue Giroux                                        | 46° 50′ 51″ nord, 71° 21′ 12″ ouest | 92426  | 1760 (vers)          | Immeuble patrimonial classé Aire de protection délimitée                             | 1976 1977      |        |
| Maison Simon-Bédard                                                         | (Canada).                  | 40 à 44, rue Saint-Nicolas                             | 46° 48′ 58″ nord, 71° 12′ 47″ ouest | 92403  | 1843                 | Immeuble patrimonial classé                                                          | 1965           | [ 3 ]  |
| Maison Tessier-Dit-Laplante                                                 | (Canada).                  | 2328, avenue Royale                                    | 46° 53′ 05″ nord, 71° 09′ 27″ ouest | 92818  | 1867 (avant)         | Immeuble patrimonial classé Aire de protection délimitée                             | 1975 1977      | [ 9 ]  |
| Maison Thomas-Hunt et écurie Thomas-Fargues                                 | (Canada).                  | 24 et 24A, rue Mont-Carmel                             | 46° 48′ 40″ nord, 71° 12′ 25″ ouest | 92460  | 1821                 | Immeuble patrimonial classé                                                          | 1972 1960      | [ 3 ]  |
| Monastère des Ursulines-de-Québec                                           | (Canada).                  | 6 à 18, rue Donnacona 2 à 6, rue du Parloir            | 46° 48′ 43″ nord, 71° 12′ 27″ ouest | 110102 |                      | Immeuble patrimonial classé                                                          | 2011           | [ 3 ]  |
| Moulin à vent de l'Hôpital-Général-de-Québec                                | (Canada).                  | 350, boulevard Langelier                               | 46° 48′ 46″ nord, 71° 13′ 55″ ouest | 92862  | 1730                 | Immeuble patrimonial classé Immeuble patrimonial reconnu                             | 2012 1988      | [ 3 ]  |
| Pavillon Charles-Baillairgé                                                 | (Canada).                  | 1, avenue Wolfe-Montcalm                               | 46° 48′ 00″ nord, 71° 13′ 26″ ouest | 92827  | 1867                 | Immeuble patrimonial classé                                                          | 1997           |        |
| Presbytère de Notre-Dame-des-Victoires                                      | (Canada).                  | 32, rue Sous-le-Fort                                   | 46° 48′ 46″ nord, 71° 12′ 10″ ouest | 92786  | 1963 (vers)          | Immeuble patrimonial classé                                                          | 1963           | ,      |
| Séminaire de Québec                                                         | (Canada).                  | 1, rue des Remparts                                    | 46° 48′ 53″ nord, 71° 12′ 19″ ouest | 92787  | 1678                 | Immeuble patrimonial classé                                                          | 1968           | [ 3 ]  |
| Site archéologique Cartier-Roberval                                         | Image manquante Téléverser |                                                        | 46° 44′ 51″ nord, 71° 20′ 25″ ouest | 105187 |                      | Site patrimonial classé                                                              | 2018           |        |
| Site du patrimoine de la Côte-des-Érables                                   | (Canada).                  |                                                        | 46° 51′ 06″ nord, 71° 18′ 24″ ouest | 109877 |                      | Site patrimonial cité                                                                | 2007           | [ 3 ]  |
| Site patrimonial de Beauport                                                | (Canada).                  |                                                        | 46° 51′ 32″ nord, 71° 11′ 25″ ouest | 93525  |                      | Site patrimonial déclaré                                                             | 1985 1964      |        |
| Site patrimonial de Charlesbourg                                            | (Canada).                  |                                                        | 46° 51′ 40″ nord, 71° 16′ 11″ ouest | 93524  |                      | Site patrimonial déclaré                                                             | 1965           |        |
| Site patrimonial de l'Habitation-Samuel-De Champlain                        | (Canada).                  |                                                        | 46° 48′ 46″ nord, 71° 12′ 09″ ouest | 97606  | 1608                 | Site patrimonial classé                                                              | 2008           | [ 3 ]  |
| Site patrimonial de la Chute-Montmorency                                    | (Canada).                  |                                                        | 46° 53′ 25″ nord, 71° 08′ 40″ ouest | 93580  | 1800                 | Site patrimonial classé                                                              | 1993           | [ 12 ] |
| Site patrimonial de la Visitation                                           | (Canada).                  | 2825, chemin Sainte-Foy 801, route de l'Église         | 46° 46′ 43″ nord, 71° 18′ 12″ ouest | 92811  |                      | Site patrimonial classé                                                              | 1978           |        |
| Site patrimonial de la Maison-Auclair-L'Heureux                             | Image manquante Téléverser | 1695, boulevard Bastien                                | 46° 51′ 18″ nord, 71° 19′ 17″ ouest | 215902 |                      | Site patrimonial classé                                                              | 2022           |        |
| Site patrimonial de la Maison-Jobin-Bédard                                  | Image manquante Téléverser | 1216, rue du Maine                                     | 46° 52′ 20″ nord, 71° 16′ 40″ ouest | 231570 |                      | Site patrimonial classé                                                              | 2020           |        |
| Site patrimonial de Sillery                                                 | (Canada).                  |                                                        | 46° 46′ 38″ nord, 71° 14′ 45″ ouest | 93522  |                      | Site patrimonial déclaré                                                             | 1964           |        |
| Site patrimonial du Monastère-des-Augustines-de-l'Hôtel-Dieu-de-Québec      | (Canada).                  | 32, rue Charlevoix 75, rue des Remparts                | 46° 48′ 55″ nord, 71° 12′ 38″ ouest | 93477  |                      | Site patrimonial classé                                                              | 2003           | [ 3 ]  |
| Site patrimonial du Vieux-Québec                                            | (Canada).                  |                                                        | 46° 48′ 46″ nord, 71° 12′ 37″ ouest | 93523  |                      | Site patrimonial déclaré                                                             | 1964 1963      |        |
| Théâtre Capitole                                                            | (Canada).                  | 968 et 998, rue Saint-Jean                             | 46° 48′ 46″ nord, 71° 12′ 50″ ouest | 92467  | 1903                 | Immeuble patrimonial classé                                                          | 1984           | [ 3 ]  |